# Walisische Badmintonmeisterschaft 2013
Die Walisische Badmintonmeisterschaft 2013 fand am 2. und 3. Februar 2013 in Cardiff statt.

## Medaillengewinner
| Disziplin    | Gold                        | Silber                     | Bronze                          |
| ------------ | --------------------------- | -------------------------- | ------------------------------- |
| Herreneinzel | Chris Pickard               | Oliver Gwilt               | Rhys Thomas                     |
| Herreneinzel | Chris Pickard               | Oliver Gwilt               | Gareth Cox                      |
| Dameneinzel  | Carissa Turner              | Vikki Jones                | Aimee Moran                     |
| Dameneinzel  | Carissa Turner              | Vikki Jones                | Ellen Mahenthiralingam          |
| Herrendoppel | Joe Morgan Nic Strange      | James Phillips Chris Rees  | Sam Gorell Ben Gorell           |
| Herrendoppel | Joe Morgan Nic Strange      | James Phillips Chris Rees  | Gareth Cox Oliver Gwilt         |
| Damendoppel  | Sarah Thomas Carissa Turner | Vikki Jones Jordan Hart    | Aimee Moran Piret Vaughan       |
| Mixed        | Oliver Gwilt Sarah Thomas   | James Phillips Katy Howell | Nic Strange Jordan Hart         |
| Mixed        | Oliver Gwilt Sarah Thomas   | James Phillips Katy Howell | Rob John Ellen Mahenthiralingam |